# 昭和南通
昭和南通（しょうわみなみどおり）は、兵庫県尼崎市にある町丁。3丁目から9丁目まである。郵便番号は660-0882。

## 地理
東は西大物町に接する。西は崇徳院に接する。南は神田北通、北は昭和通と接する。

## 交通

### 鉄道
鉄道は走っていない。

### バス
阪神バス含めバスは通っていない

## 校区
出典:
| 丁目 | 区域               | 小学校     | 中学校     |
| ---- | ------------------ | ---------- | ---------- |
| 3    | 全域               | 明城小学校 | 成良中学校 |
| 4    | 27〜39、59〜68番地 | 明城小学校 | 成良中学校 |
| 4    | 40〜58番地         | 竹谷小学校 | 中央中学校 |
| 5    | 全域               | 竹谷小学校 | 中央中学校 |
| 6    | 全域               | 竹谷小学校 | 中央中学校 |
| 7    | 全域               | 竹谷小学校 | 中央中学校 |
| 8    | 全域               | 竹谷小学校 | 中央中学校 |
| 9    | 全域               | 竹谷小学校 | 中央中学校 |